# Paul Sandby Munn

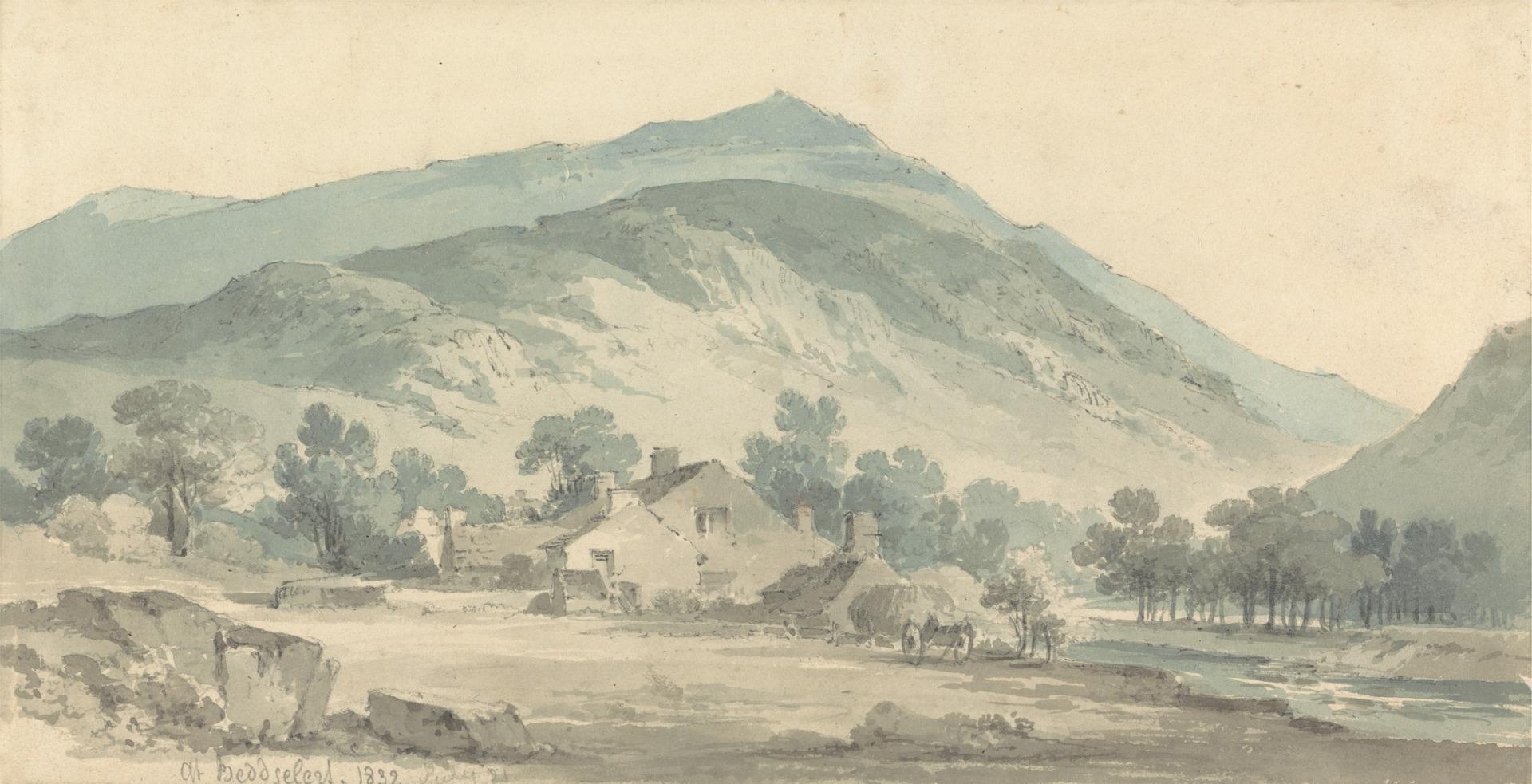
Paul Sandby Munn: Landscape at Beddgelert, North Wales. Yale Center for British Art

Paul Sandby Munn (* 8. Februar 1773 in Greenwich, England; † 17. Februar 1845 in Margate) war ein britischer Aquarellmaler, Zeichner und Lithograf des frühen 19. Jahrhunderts.

## Leben

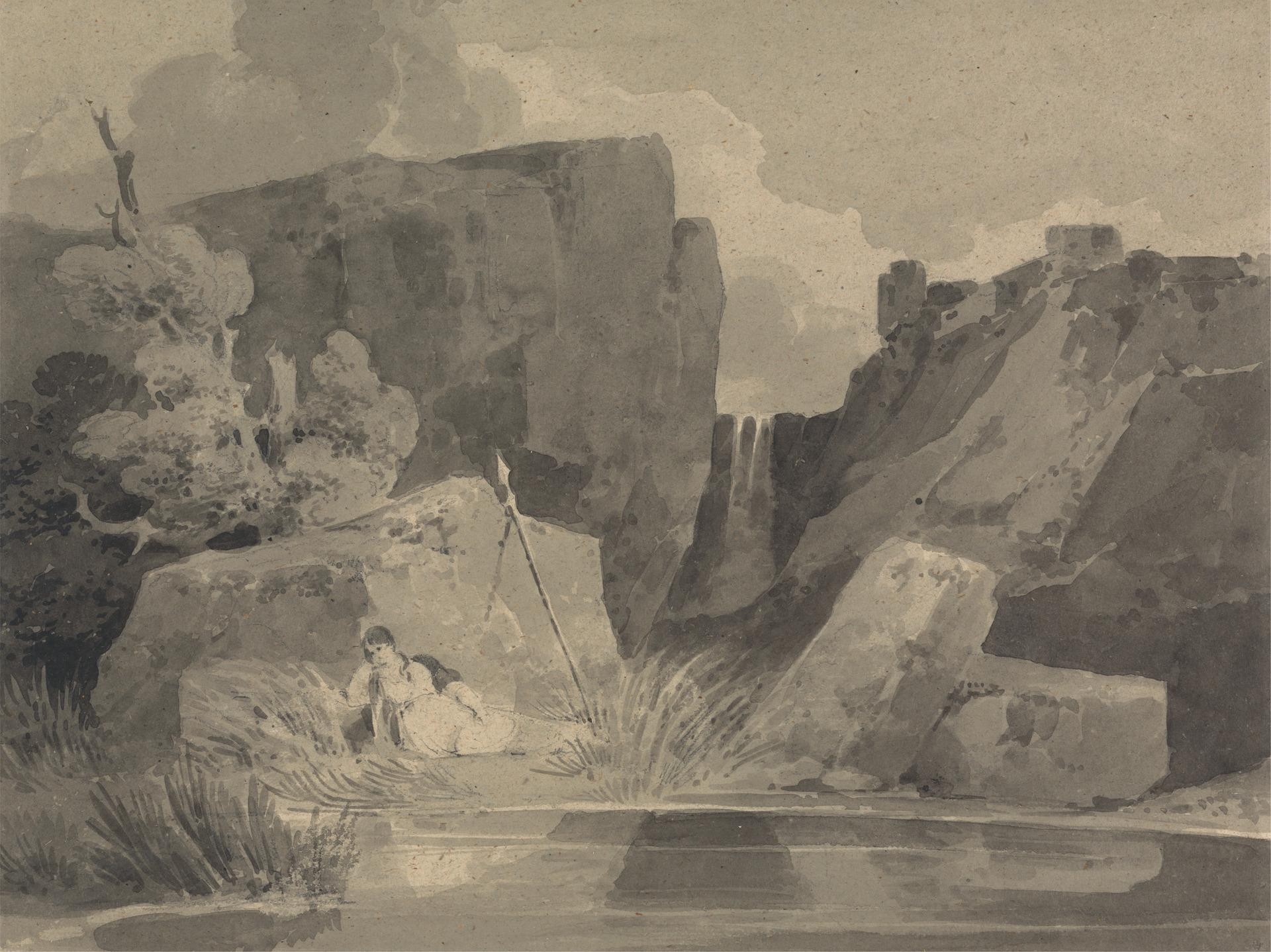
Paul Sandby Munn: Pale Melancholy. Yale Center for British Art

Paul Sandby Munn wurde 1773 in der Thornton Row in Greenwich geboren. Sein Vater war James Munn, ein Kutschen- und Landschaftsmaler, der zwischen 1764 und 1774 gelegentlich in der Old Society of Painters in Water-Colours und der Society of Artists ausstellte. Seine Mutter war Charlotte Mills. Munn wurde nach seinem Taufpaten Paul Sandby benannt, der ihm auch die ersten Unterweisungen in der Aquarellmalerei gab. Er stellte erstmals 1798 in der Royal Academy aus, unter anderem mit Ansichten der Isle of Wight, und war danach regelmäßig mit topographischen Zeichnungen auf verschiedenen Ausstellungen vertreten. Im Jahr 1806 wurde er zum assoziierten Aussteller der Old Society of Painters in Water-Colours gewählt und nahm mehrere Jahre lang an deren Ausstellungen teil. Paul Sandby Munn war eng mit John Sell Cotman befreundet; gemeinsam unternahmen sie mehrere Zeichenreisen im In- und Ausland. Nach 1832 widmete sich Munn hauptsächlich der Musik und malte nur noch wenig. Er heiratete Cecilia, die Tochter von Captain Timothy Essex, blieb aber kinderlos. Munn starb am 17. Februar 1845 in Margate.

## Werk

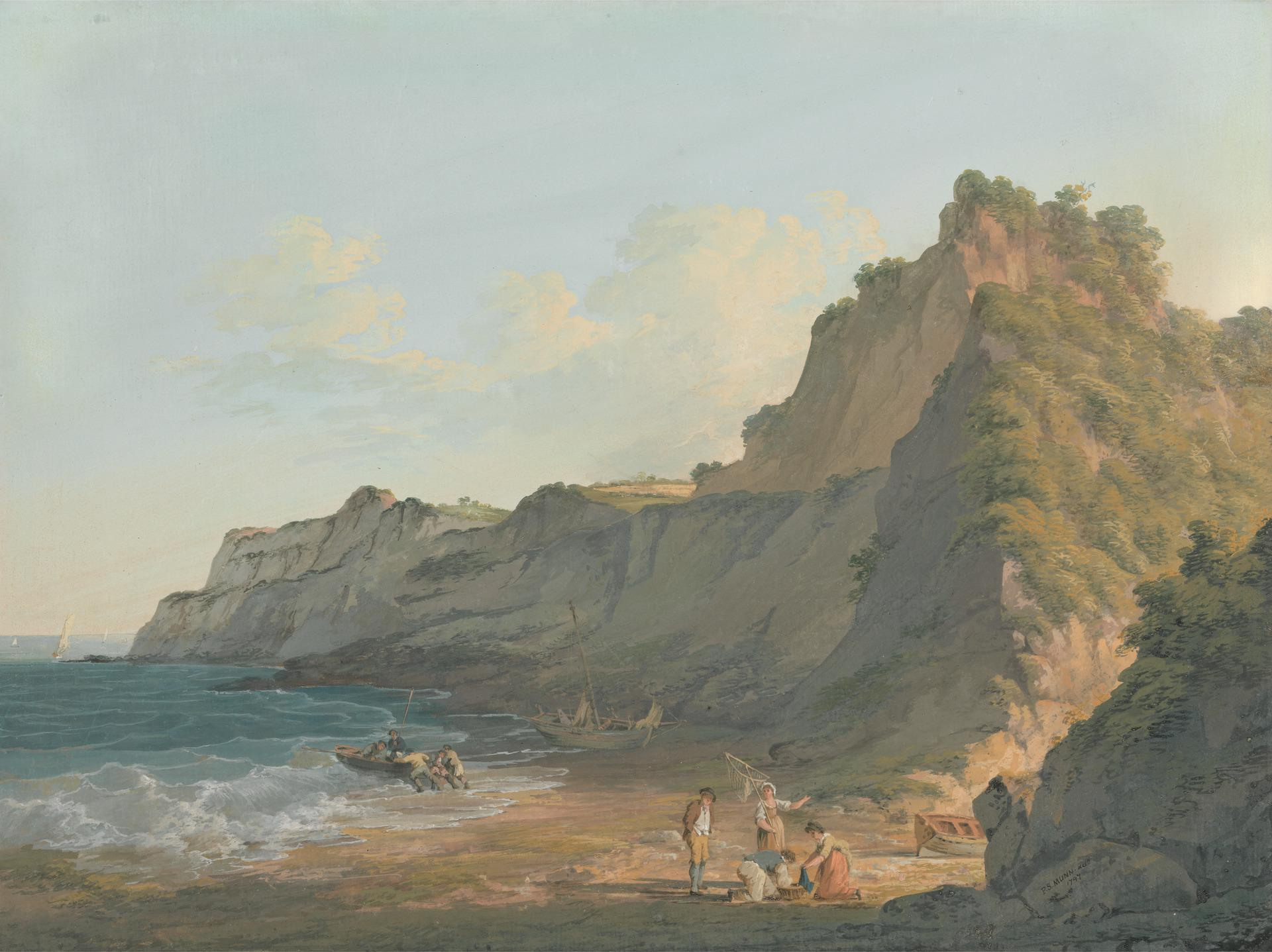
Paul Sandby Munn: Shanklin Chine, Isle of Wight, 1797. Yale Center for British Art

Paul Sandby Munns Werke zeichnen sich durch eine zarte und sorgfältige Ausführung aus, oft in blassen und dünnen Farben, die den getönten Zeichnungen der frühen englischen Aquarellschule ähneln. Er war bekannt für seine stimmungsvollen Landschaften von England und Wales sowie für seine topographischen Darstellungen. Einige seiner Zeichnungen wurden in John Brittons Beauties of England and Wales veröffentlicht.